# 산바실리오
산바실리오(사르데냐어: 산투 아실리 에 몬티)는 이탈리아 사르데냐 주 수드사르데냐도에 있는 코무네로, 칼리아리에서 북쪽으로 약 35 km (22 mi) 떨어진 곳에 있다. 2004년 12월 31일 기준 인구는 1,371명이고 면적은 44.9 km2 (17.3 mi2)이다.
산바실리오는 산니콜로제레이, 산탄드레아프리우스, 세노르비, 실리우스, 시우르구스도니갈라 자치체와 접해 있다.

## 같이 보기
- 사르데냐 전파 망원경